# Jair Díaz
Jair Alberto Díaz Vázquez (San Luis Potosí, 21 agosto 1998) è un calciatore messicano, difensore del Mazatlán.

## Carriera

### Club
Cresciuto calcisticamente nelle giovanili del Tigres UANL, ha esordito in prima squadra il 17 luglio 2017, disputando l'incontro di Campeón de Campeones vinto 1-0 contro il Guadalajara; il 12 agosto 2018 esordisce in campionato nella sconfitta per 1-2 contro il Toluca.

### Nazionale
Ha giocato nella nazionale messicana Under-21.

## Statistiche

### Presenze e reti nei club
Statistiche aggiornate al 9 novembre 2021.
| Stagione           | Squadra            | Campionato         | Campionato | Campionato | Coppe nazionali | Coppe nazionali | Coppe nazionali | Coppe continentali | Coppe continentali | Coppe continentali | Altre coppe | Altre coppe | Altre coppe | Totale | Totale |
| Stagione           | Squadra            | Comp               | Pres       | Reti       | Comp            | Pres            | Reti            | Comp               | Pres               | Reti               | Comp        | Pres        | Reti        | Pres   | Reti   |
| ------------------ | ------------------ | ------------------ | ---------- | ---------- | --------------- | --------------- | --------------- | ------------------ | ------------------ | ------------------ | ----------- | ----------- | ----------- | ------ | ------ |
| mar.-lug. 2017     | Tigres UANL        | LMX                | 0          | 0          |                 | -               | -               | CCL                | 0                  | 0                  | CC          | 1           | 0           | 1      | 0      |
| 2017-2018          | Tigres UANL        | LMX                | 0          | 0          | CM              | 2               | 0               |                    | -                  | -                  | CC          | 0           | 0           | 2      | 0      |
| 2018-2019          | Tigres UANL        | LMX                | 8          | 0          | CM              | 2               | 0               |                    | -                  | -                  |             | -           | -           | 10     | 0      |
| lug.-dic. 2019     | Tigres UANL        | LMX                | 6          | 0          |                 | -               | -               | LC                 | 0                  | 0                  |             | -           | -           | 6      | 0      |
| Totale Tigres UANL | Totale Tigres UANL | Totale Tigres UANL | 14         | 0          |                 | 4               | 0               |                    | 0                  | 0                  |             | 1           | 0           | 19     | 0      |
| gen.-mag. 2020     | Venados            | AMX                | 6          | 2          | CM              | 1               | 0               |                    | -                  | -                  |             | -           | -           | 7      | 2      |
| 2020-2021          | Venados            | EMX                | 29         | 2          |                 | -               | -               |                    | -                  | -                  |             | -           | -           | 29     | 2      |
| Totale Venados     | Totale Venados     | Totale Venados     | 35         | 4          |                 | 1               | 0               |                    | -                  | -                  |             | -           | -           | 36     | 4      |
| 2021-2022          | Atlético San Luis  | LMX                | 13         | 0          |                 | -               | -               |                    | -                  | -                  |             | -           | -           | 13     | 0      |
| Totale carriera    | Totale carriera    | Totale carriera    | 62         | 4          |                 | 5               | 0               |                    | 0                  | 0                  |             | 1           | 0           | 68     | 4      |

## Palmarès

### Club

#### Competizioni nazionali
- Campeón de Campeones: 1

Tigres UANL: 2017
- Campionato messicano: 2

Tigres UANL: Apertura 2017, Clausura 2019